# برنارد کستل
latitudeبرنارد کستلlongitudeبرنارد کستل
برنارد کستل (به انگلیسی: Barnard Castle) یک شهرک در بریتانیا است که در انگلستان واقع شده‌است.

## خصوصیات
برنارد کستل ۵٬۱۸۹ نفر جمعیت دارد.